# Three Cards to Midnight
Three Cards to Midnight est un jeu vidéo d'aventure développé par Aaron Conners et Chris Jones, les créateurs de la série Tex Murphy. Il est sorti le 7 mai 2009 et est disponible uniquement en téléchargement sur le site des auteurs.

## Synopsis
L'intrigue de Three Cards to Midnight tourne autour de Jess Silloway, une femme qui, à la veille de son anniversaire, se retrouve confrontée à des souvenirs oubliés de son passé. Aidée par un mystérieux tarologue, elle doit résoudre des énigmes et reconstituer des fragments de mémoire à travers des cartes de tarot. Chaque carte révèle une nouvelle scène où le joueur doit trouver des objets cachés et résoudre des puzzles pour avancer dans l'histoire.

## Gameplay
Le jeu combine des éléments de puzzle et de recherche d'objets cachés. Chaque chapitre est introduit par une carte de tarot, et le joueur doit explorer diverses scènes pour trouver des indices et résoudre des énigmes. Le gameplay est non linéaire, permettant aux joueurs de faire des choix qui influencent le déroulement de l'histoire.

## Développement
Three Cards to Midnight a été développé par Big Finish Games, une société fondée par des vétérans de l'industrie du jeu vidéo. Le développement du jeu a été marqué par une attention particulière à la narration et à l'atmosphère, créant une expérience immersive et intrigante.

## Réception
À sa sortie, Three Cards to Midnight a été bien accueilli par la critique pour son scénario complexe et ses puzzles stimulants. Les joueurs ont apprécié la profondeur de l'intrigue et la qualité des visuels, bien que certains aient noté une certaine répétitivité dans le gameplay.

## Suite
Fort de son succès, le jeu a donné naissance à une suite intitulée Three Cards to Dead Time, poursuivant les aventures de Jess Silloway et explorant davantage les mystères introduits dans le premier jeu.